# Enrico Cucchi
Enrico Cucchi (ur. 2 sierpnia 1965 w Savonie, zm. 4 marca 1996 w Tortonie) – włoski piłkarz, grający na pozycji pomocnika.

## Kariera piłkarska

### Kariera klubowa
Wychowanek Savony, w barwach której w 1981 rozpoczął karierę piłkarską. Latem 1982 został zaproszony do Interu. W sezonie 1987/88 został wypożyczony do Empoli FC, a w 1988/89 do Fiorentiny. W 1990 roku odszedł do Bari. W 1993 został piłkarzem Ravenny, w której zakończył karierę piłkarza w roku 1994.
Zmarł z powodu czerniaka 4 marca 1996 roku w Tortonie, w wieku 30 lat.

### Kariera reprezentacyjna
W latach 1985–1988 bronił barw młodzieżowej reprezentacji Włoch.

## Sukcesy i odznaczenia

### Sukcesy piłkarskie
Inter
- zdobywca Supercoppa Italiana: 1989